# Isola Sverdrup (Groenlandia)

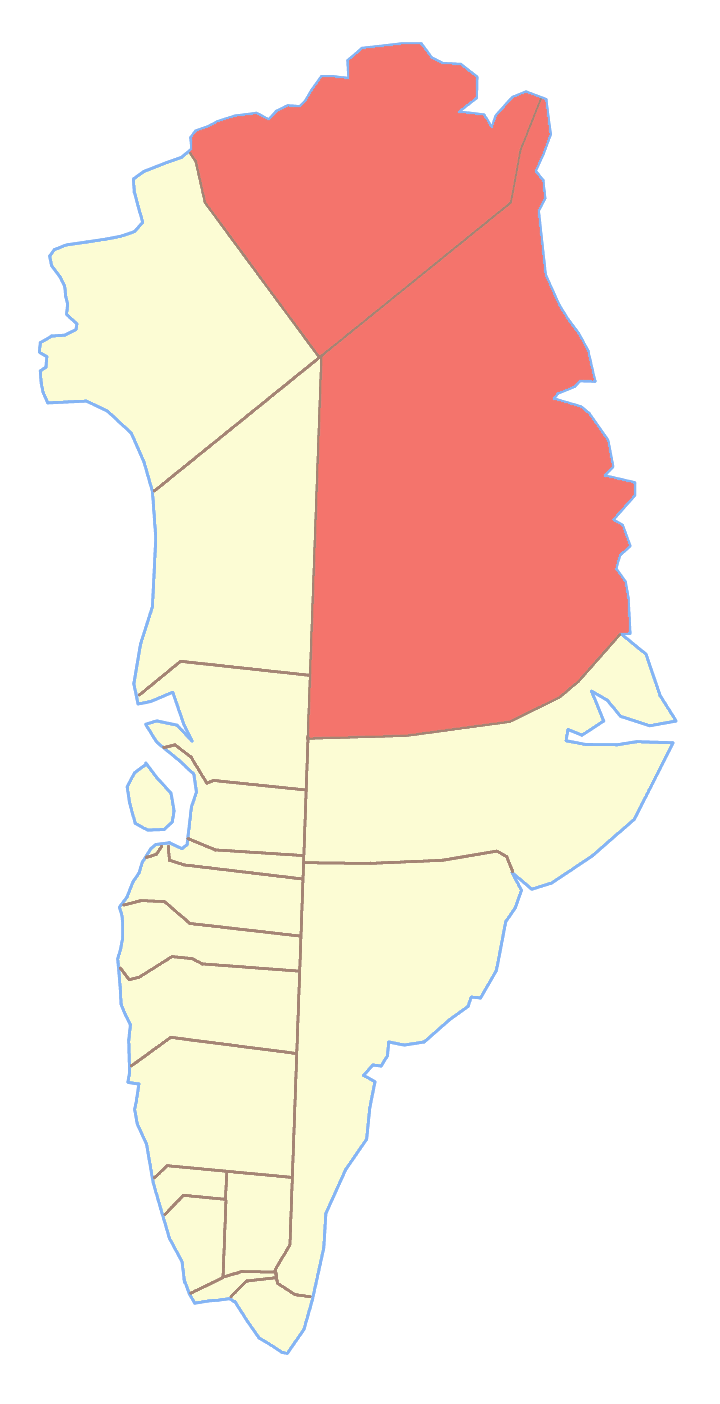
Parco nazionale della Groenlandia nordorientale, dove si trova Sverdrup Ø

L'isola di Sverdrup (in lingua danese Sverdrup Ø) è un'isola disabitata della Groenlandia di 405 km² di superficie. Prima della riforma municipale groenlandese apparteneva alla contea di Avannaa, la più a Nord delle tre suddivisioni della Groenlandia. Attualmente si trova all'interno del parco nazionale della Groenlandia nordorientale.